# Счастливое (Крым)
Счастли́вое (до 1945 года Бию́к-Озенба́ш; укр. Щасливе, крымскотат. Büyük Özenbaş, Буюк Озенбаш) — село в Бахчисарайском районе Республики Крым, в составе Зелёновского сельского поселения (согласно административно-территориальному делению Украины — Зелёновского сельсовета Бахчисарайского района Автономной Республики Крым).

## Население
| 2001 | 2014 |
| ---- | ---- |
| 415  | ↘348 |

Всеукраинская перепись 2001 года показала следующее распределение по носителям языка
| Язык             | Процент |
| ---------------- | ------- |
| русский          | 52.53   |
| крымскотатарский | 42.17   |
| украинский       | 3.13    |
| другие           | 0.24    |

### Динамика численности
| - 1805 год — 429 чел. - 1849 год — 942 чел.. - 1864 год — 1552 чел. - 1886 год — 1836 чел. - 1889 год — 1781 чел. - 1892 год — 1823 чел. - 1897 год — 2082 чел. - 1902 год — 2222 чел. | - 1915 год — 2072/187 чел. - 1926 год — 1991 чел. - 1939 год — 1545 чел. - 1944 год — 634 чел. - 1989 год — 397 чел. - 2001 год — 415 чел. - 2009 год — 404 чел. - 2014 год — 348 чел. |

## Современное состояние
В Счастливом 4 улицы, в селе 150 дворов в которых, по данным сельсовета на 2009 год, проживает 404 человека, площадь — 37 гектаров. В селе работает фельдшерско-акушерский пункт, есть библиотека, магазины, действует мечеть Биюк-Озенбаш джамиси.

## География
Счастливое расположено на крайнем юго-востоке района, в верховьях долины Бельбека, у западного подножья хребта Ай-Петри. В селе, собственно, и рождается река Бельбек, образуясь от слияния истоков — рек Кучук-Узенбаш, Биюк-Узенбаш и Манаготра, высота центра села над уровнем моря — 387 м.
Территориально село находится в 14 километрах по автодороге 35Н-063 от шоссе 35К-020 Бахчисарай — Ялта (по украинской классификации — С-0-10225) от развилки на 30-м километре автомобильной трассы Бахчисарай — Ялта. Расстояние до Бахчисарая около 43 километров, ближайшая железнодорожная станция — Сирень, примерно в 33 километрах. Соседние сёла: Многоречье (1,5 км), Зелёное (4,5 км), Богатырь (7 км). На северной окраине села в 1963 году, перегородив узкую V-образную долину Манаготры плотиной, создано Счастливенское водохранилище, предназначенное для снабжения питьевой водой Большой Ялты. Для этих же целей в декабре 1963 года южнее села был проложен под Ай-Петри, на глубине 650 метров, водоводный туннель длиной 7 км. 216 м по которому вода самотёком поступает на Южный Берег Крыма.

## История
Историческое название Счастливого — Биюк-Озенбаш, историю села прослеживают с XV века, но наличие в окрестностях села таврских захоронений, т. н. «каменных ящиков» позволяют предположить о заселении места со времён до нашей эры

### ВремяФеодороиПорты
До падения в 1475 году Мангупа, это село, как и вся округа, была заселена потомками готов, смешавшимся с коренным населением, и принадлежала княжеству Феодоро. Вероятно, оно входило в вотчину феодала — владетеля замка-исара XII—XV веков Кипиа. После гибели княжества в 1475 году село было присоединено к Османской империи и вошло в состав Мангупского кадылыка Кефинского эялета. По свидетельству турецкого путешественника XVI века Эвлии Челеби, горы юго-западного Крыма назывались Татским Илем и местные жители составляли в войске Крымских ханов своего рода элиту — стрелков и артиллеристов. В те же годы впервые встречается упоминание села Озенбаш — в джизйе дефтера Лива-и Кефе (османской налоговой ведомости) 1652 года, где перечисляются два десятка фамилий греков -христиан-налогоплательщиков (налог джизйе платили 20 семей). В 1705 году налог авариз платили 22 двора. Документальное упоминание селения встречается в «Османском реестре земельных владений Южного Крыма 1680-х годов», согласно которому в 1686 году (1097 год хиджры) Бюйюк-Озенбаш входил в Мангупский кадылык эялета Кефе. Всего упомянуто 149 землевладельцев, из которых 23 иноверца и 1 «новый мусульманин», владевших 2014,5 дёнюмами земли. В Ведомости о выведенных из Крыма христианах А. В. Суворова от 18 сентября 1778 года деревня не значится.

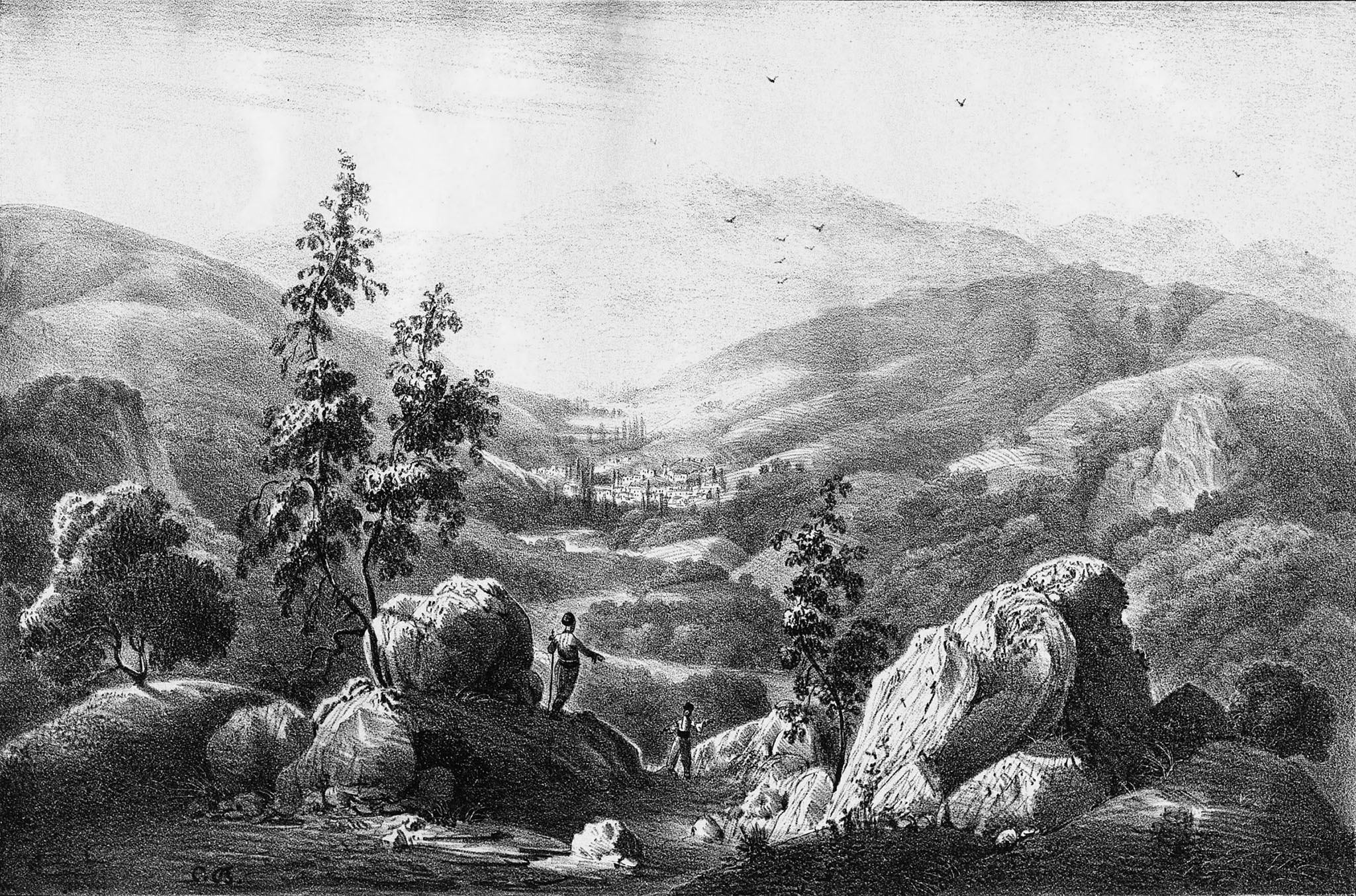
Карло Боссоли. Узенбаш. Из альбома «24 вида Крыма, снятых с натуры и литографированных». 1842 год

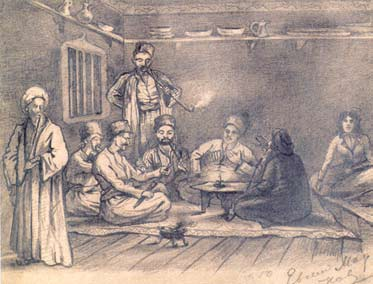
Марков Е. Л. У татарина в Биюк-Узенбаше. 1872 год

После обретения ханством независимости по Кючук-Кайнарджийскому мирному договору 1774 года «повелительным актом» Шагин-Гирея 1775 года селение было включено в Крымское ханство в состав Бакчи-сарайского каймаканства Мангупскаго кадылыка, что зафиксировано и в Камеральном описании Крыма 1784 года (как Узенбаш, «Другой Узенбаш» и «Третий Узенбаш» —— приходы-маале большой деревни.

### Российская империя
После присоединения Крыма к России (8) 19 апреля 1783 года, (8) 19 февраля 1784 года, именным указом Екатерины II сенату, на территории бывшего Крымского Ханства была образована Таврическая область и деревня была приписана к Симферопольскому уезду. Перед Русско-турецкой войной 1787—1791 годов производилось выселение крымских татар из прибрежных селений во внутренние районы полуострова, в ходе которого в Узенбаш был переселён 501 человек. В конце войны, 14 августа 1791 года всем было разрешено вернуться на место прежнего жительства. После Павловских реформ, с 1796 по 1802 год, входила в Акмечетский уезд Новороссийской губернии. По новому административному делению, после создания 8 (20) октября 1802 года Таврической губернии, Биюк-Узенбаш был включён в состав Махульдурской волости Симферопольского уезда.

По Ведомости о всех селениях в Симферопольском уезде состоящих с показанием в которой волости сколько числом дворов и душ… от 9 октября 1805 года, в Биюк-Узенбаше в 105 дворах проживало 429 крымских татар. На военно-топографической карте генерал-майора С. А. Мухина 1817 года дворов отмечено 160. После реформы волостного деления 1829 года, согласно «Ведомости о казённых волостях Таврической губернии 1829 г», Озенбаш на 9 лет стал «столицей» небольшой, но густонаселённой Озенбашской волости (переименованной из Махульдурской). Шарль Монтандон в своём «Путеводителе путешественника по Крыму, украшенный картами, планами, видами и виньетами…» 1833 года описал Биюк-Узенбаш 
Эта деревня, одна из самых больших, богатых и промышленно развитых в Крыму, располагается у подножия большой горной цепи, пересекающей полуостров. Окружающие деревню горы покрыты лесом, но есть в них и фруктовые сады, и поля, и луга. Красивый ручей протекает через деревню, дома которой обращают на себя внимание аккуратным внешним видом и большей тщательностью постройки, нежели в других местах.

Именным указом Николая I от 23 марта (по старому стилю) 1838 года, 15 апреля был образован новый Ялтинский уезд и деревню передали в Богатырскую волость нового уезда. Деревня бурно росла, возможно, этому способствовало положение Озенбаша на стыке Бельбекской долины с проходившей с конца XVIII века через село одной из немногих на полуострове поддерживаемых в относительном состоянии дорог «от Бахчисарая, через деревню Узенбаш и Стилию, в Ялту» (сохраняла значение до постройки шоссе Бахчисарай — Ялта), в XIX — и до начала XX века в селе действовало медресе и находилась соборная мечеть. На карте 1836 года в деревне 305 дворов, как и на карте 1842 года. Побывавший в селении в 1837 году Анатолий Демидов оставил следующее свидетельство
Жители Буюк-Узень-Бача очень трудолюбивы; промышленность их состоит исключительно в том, что они делают повозки, выгодно сбываемые в средней части Крыма.
Согласно Военно-статистическому обозрению Российской Империи 1849 года Биюк-Узенбаш относился к крупнейшим деревням Ялтинского уезда с населением 942 человека.
В 1860-х годах, после земской реформы Александра II, деревня осталась в составе преобразованной Богатырской волости. Согласно «Списку населённых мест Таврической губернии по сведениям 1864 года», составленному по результатам VIII ревизии 1864 года, Биюк-Узень-Баш — казённая татарская деревня, со 143 дворами, 1552 жителем и 5 мечетями при реке Бельбеке. На трёхверстовой карте Шуберта 1865—1876 года в деревне обозначено 295 дворов. На 1886 год в деревне Биюк Узенбаш при речке Биюк Узенбаш, согласно справочнику «Волости и важнѣйшія селенія Европейской Россіи», проживало 1836 человек в 306 домохозяйствах, действовали 5 мечетей, 5 школ, 11 лавок, 2 цирульни и базар по пятницам. По результатам X ревизии 1887 года в деревне учтено 406 дворов в которых проживал 1781 житель.

После земской реформы 1890-х годов деревня осталась в составе Богатырской волости. На верстовой карте 1891 года в деревне обозначено 406 дворов с крымскотатарским населением. Согласно «…Памятной книжке Таврической губернии на 1892 год», в деревне Биюк-Узенбаш, входившей в Узенбашское сельское общество, было 1823 жителя в 272 домохозяйствах, владевших 786 десятинами и 1146 кв. саженями собственной земли. Также, совместно с другими 13 деревнями Коккозского округа, жители имели в общем владении ещё 13 000 десятин. Всероссийская перепись 1897 года зарегистрировала 2082 жителя, в числе которых 2077 мусульман. А. Я. Безчинский в путеводителе 1902 года писал о деревне 
В Биюк-Узеньбаше есть соборная мечеть и высшее татарское духовное училище — медресе. Население Узеньбаша находится в постоянных оживленных сношениях с Ялтой и достаточно гостеприимно.
 По «…Памятной книжке Таврической губернии на 1902 год» в деревне числилось 2222 жителя в 346 дворах, владевших 786 десятинами в личном владении отдельно каждого домохозяина под фруктовым садом, сенокосами и пашнями. По состоянию на 1902 год в деревне работал фельдшер. 15 ноября 1904 года было начато строительство медресе. По Статистическому справочнику Таврической губернии. Ч.II-я. Статистический очерк, выпуск восьмой Ялтинский уезд, 1915 год, в деревне Биюк-Узенбаш Богатырской волости Ялтинского уезда, числилось 480 дворов с татарским населением в количестве 2072 человека приписных жителей и 187 — «посторонних». Во владении было 1108 десятин земли, с землёй были 400 дворов и 80 безземельных. В хозяйствах имелось 320 лошадей, 200 волов, 280 коров, 340 телят и жеребят и 150 голов мелкого скота. Отдельно, как землевладельцы, обозначены Вакуф-Медресе и Вакуф-Яны-Джами, а также дача Жукова и Ярцева.

### Новое время
После установления в Крыму Советской власти, по постановлению Крымревкома от 8 января 1921 года была упразднена волостная система и село вошло в состав Коккозского района Ялтинского уезда (округа). Постановлением Крымского ЦИК и Совнаркома от 4 апреля 1922 года Коккозский район был выделен из Ялтинского округа и сёла переданы в состав Бахчисарайского района Симферопольского округа. 11 октября 1923 года, согласно постановлению ВЦИК, в административное деление Крымской АССР были внесены изменения, в результате которых округа (уезды) были ликвидированы, Бахчисарайский район стал самостоятельной единицей и село включили в его состав. Согласно Списку населённых пунктов Крымской АССР по Всесоюзной переписи 17 декабря 1926 года, в селе Биюк-Узенбаш, центре Биюк-Узенбашского сельсовета Бахчисарайского района, имелся 531 двор, из них 518 крестьянских, население составляло 1991 человек (944 мужчины и 1047 женщин). В национальном отношении учтено: 1969 татар, 19 русских, 2 белоруса и 1 записан в графе «прочие», действовала татарская школа. В 1935 году был создан новый Фотисальский район, в том же году (по просьбе жителей), переименованный Куйбышевский, которому переподчинили село. По данным всесоюзной переписи населения 1939 года в селе проживало 1545 человек. Имеются сведения, что в период оккупации Крыма, 10 мая 1942 года, Биюк-Озенбаш был подвергнут бомбежке советскими самолётами, в результате которой погибло до 35 человек разного возраста, разрушено множество строений. С 19 по 22 декабря 1943 года, в ходе операций «7-го отдела главнокомандования» главнокомандования 17 армии вермахта против партизанских формирований, была проведена операция по заготовке продуктов с массированным применением военной силы, в результате которой село Биюк-Озенбаш было сожжено и все жители вывезены в Дулаг 241. Было сожжено 408 домов из 450, некоторые строения взрывали с помощью мин. Жители вернулись в село после освобождения Крыма.
18 мая 1944 года, согласно Постановлению ГКО № 5859 от 11 мая 1944 года и все жители Биюк Озенбаш были выселены в Среднюю Азию. На май того года в селе учтено 634 жителя (136 семей), все крымские татары, было принято на учёт 30 домов спецпереселенцев. 12 августа 1944 года было принято постановление № ГОКО-6372с «О переселении колхозников в районы Крыма», по которому в район из сёл УССР планировалось переселить 9000 колхозников и в сентябре 1944 года в район приехали первые новоселы (2349 семей) из различных областей Украины, а в начале 1950-х годов, также с Украины, последовала вторая волна переселенцев. С 25 июня 1946 года в составе Крымской области РСФСР. Указом Президиума Верховного Совета РСФСР 21 августа 1945 года село Биюк-Озенбаш было переименовано в Счастливое (Биюк-Озенбашский сельсовет — в Счастливский). С 25 июня 1946 года Счастливое в составе Крымской области РСФСР, а 26 апреля 1954 года Крымская область была передана из состава РСФСР в состав УССР. Время упразднения сельсовета пока не установлено: на 15 июня 1960 года село числилось в составе Зелёновского сельсовета. В 1962 году, согласно указу Президиума Верховного Совета УССР «Об укрупнении сельских районов Крымской области», от 30 декабря 1962, Куйбышевский район присоединили к Бахчисарайскому. По данным переписи 1989 года в селе проживало 397 человек. С 12 февраля 1991 года село в восстановленной Крымской АССР, 26 февраля 1992 года переименованной в Автономную Республику Крым. С 21 марта 2014 года — в составе Республики Крым России.